# Smionia
Smionia es un género de arañas araneomorfas de la familia Gnaphosidae. Se encuentra en Sudáfrica.

## Lista de especies
Según The World Spider Catalog 12.0:
- Smionia capensis Dalmas, 1920
- Smionia lineatipes (Purcell, 1908)